# Rui Gomes
Rui Pedro Ribeiro Fernandes Duarte Gomes (sinh ngày 4 tháng 9 năm 1997) là một cầu thủ bóng đá người Bồ Đào Nha thi đấu cho Vitória Guimarães B ở vị trí tiền đạo.

## Sự nghiệp bóng đá
Vào ngày 10 tháng 1 năm 2016, Gomes có màn ra mắt cho Vitória Guimarães B trong trận đấu tại Giải bóng đá hạng nhất quốc gia Bồ Đào Nha 2015–16 trước Santa Clara.